# Mandorla di Navelli
La mandorla di Navelli è una varietà di mandorla che rientra tra i prodotti agroalimentari tradizionali abruzzesi. È coltivata principalmente a Navelli in provincia dell'Aquila, in Abruzzo.